# Exobasidium nobeyamense
Exobasidium nobeyamense är en svampart som beskrevs av Nagao & Ezuka 2001. Exobasidium nobeyamense ingår i släktet Exobasidium och familjen Exobasidiaceae.   Inga underarter finns listade i Catalogue of Life.